# Звучна гласилкова проходна съгласна
Звучната гласилкова проходна съгласна представлява вид съгласен звук на речта, използван в някои човешки езици. По своя начин на учленение, този звук наподобява проходна съгласна или приблизителна съгласна, но често при неговото произношение липсват характерните за същински съгласен звук качества. По тези причини, някои езиковеди окачествяват този звук по-скоро като преходна фаза (транзиция) на гласните струни. Знакът за звука в МФА е [ɦ], а в X-SAMPA – h\.
В някои езици [ɦ] не притежава място или начин на учленение. Поради тези причини, съгласната понякога бива разглеждана като придихателно продължение на следходящата гласна в думата. Фонетичните особености на въпросния звук се определят и от предходящата гласна, а и от всички околни звукове. В други езици обаче, като например във финския, звучната гласилкова проходна съгласна е плод на същинско непреградно съкращаване на гласилките, което наистина я превръща в проходна съгласна.

## Особености
- Видът озвучение е по-скоро придихателно, което означава свободно трептене на гласните връзки, позволяващо преминаването на повече въздух.
- В някои езици начинът на учленение е проходен. В други случаи обаче представлява преходна фаза на гласилките.
- Мястото на учленение е гласилково, въпреки че понякога гласните връзки не действат като нарочен учленителен (артикулаторен) орган, а по-скоро опосредстват озвучението на околните звукове. Всички съгласни звукове освен гласилковите съгласни и гласните имат самостоятелно място на учленение в допълнение към озвучението, идващо от гласните връзки.
- Устна съгласна, без допълнително въздухоизпускане през носа.
- Въздухът излиза през устата по средно-страничен път върху езика.
- Въздухопотокът е белодробен (белодробно-диафрагмен).

## Употреба
| Език                    | Език                       | Дума                | МФА (звук)         | Превод                   | Пояснения                        |
| ----------------------- | -------------------------- | ------------------- | ------------------ | ------------------------ | -------------------------------- |
| баски                   | В североизточните диалекти | hemen               | [ɦemen]            | „тук“                    | Среща се и като беззвучното [h]. |
| китайски                | Ву диалект                 | 閒話                | [ɦɛɦʊ]             | „език“                   |                                  |
| чешки                   | чешки                      | hora                | [ˈɦora]            | „планина“                |                                  |
| датски                  | датски                     | Mon det har regnet? | [mɔ̽n d̥e̝ ɦɑ̈ ˈʁ̞ɑ̈jnð̩] | „Чудя се дали е валяло?“ | Алофон на /h/ между 2 гласни.    |
| холандски               | холандски                  | haat                | [ɦaːt]             | „омраза“                 |                                  |
| фински                  | фински                     | raha                | [rɑɦɑ]             | „парѝ“                   | Алофон на /h/ между звучни.      |
| иврит                   | иврит                      | מהר                 | [mäɦe̞ʁ]            | „бързо“                  |                                  |
| хиндустани (хинди-урду) | хиндустани (хинди-урду)    | हूँ / ہوں             | [ɦu᷉]               | „съм“                    |                                  |
| корейски                | корейски                   | 방학/banghak        | [pɐŋɦɐk̚]           | „ваканция“               | Среща се само след/ŋ/.           |
| литовски                | литовски                   | humoras             | [ˈɦʊmɔrɐs̪]         | „хумор“                  | Често се произнася вместо [ɣ].   |
| пенджабски              | пенджабски                 | ਹਵਾ                  | [ɦə̀ʋä̌ː]            | „въздух“                 |                                  |
| румънски                | Трансливански диалект      | haină               | [ˈɦainə]           | „палто“                  | [h] в стандартния румънски.      |
| словашки                | словашки                   | hora                | [ˈɦo̞ɾa]            | „планина“                |                                  |
| зулуски                 | зулуски                    | ihhashi             | [iːˈɦaːʃi]         | „кон“                    |                                  |
| украински               | украински                  | голос               | [ˈɦɔlɔs]           | „глас“                   | Понякога предавано и като /ʕ/.   |